# Атанас Мангъров
Атанас Христов Мангъров е български лекар, специалист по инфекциозни болести, педиатър.

## Образование
Роден е на 31 януари 1956 г. в Стара Загора, в семейство на зъболекаря Христо Мангъров и педиатърката Елена Костова (20 февруари 1922 - 13 август 2023).
Средното си образование завършва през 1975 г. в Политехническа гимназия с преподаване на английски език „Г. Кирков“, Пловдив. През 1982 г. се дипломира във Висшия медицински институт „И. П. Павлов“, Пловдив, а между 1983 г. и 1986 г. е редовен аспирант към Катедрата по инфекциозни болести на Медицинска академия (МА), София. Защитава дисертация на тема „Съвременна рехидратираща терапия при остри чревни инфекции в кърмаческата и ранната детска възраст“ и придобива научна степен кандидат на медицинските науки (дм). Резултатите от неговата дисертация за рехидратацията при чревните инфекции се използват в цялата страна. Когато започва работа в Инфекциозна болница през 1983 г., там на година са умирали 25 – 30 деца, но с годините фаталните случаи са намалели повече от 10 пъти. Терапията, която той създава, е известна като „банката на Мангъров“.
От 1988 г. е специалист по инфекциозни болести, от 1993 г. и по детски болести.
Курсове и др. квалификации:
1995 г. – Patient care for infectious diseases – в International Medical Center of Japan, Tokyo;
1999 г. – Group training course in Seminar on infectious hepatitis, its epidemiology and control – Kumamoto National Hospital, Kumamoto, Japan;
2002 г. – The Impact of the Global HIV/AIDS Pandemic – International Visitor Program of the US Department of State.
През 2002 г. завършва едногодишен курс за придобиване на допълнителна професионална подготовка по специалност „Здравен мениджмънт“ в Югозападен университет „Неофит Рилски“ – Благоевград.

## Кариера
От 1983 г. работи в Инфекциозната болница, София. Между 1986 и 1988 г. е научен сътрудник, от 1988 г. до 1998 г. е главен асистент в Катедрата по инфекциозни болести на МА, а от 2010 г. е доцент в Катедрата по инфекциозни болести, паразитология и тропическа медицина.
От 1998 г. до 2011 г. е началник на 1-во детско отделение със сектор за интензивно лечение, от 2011 г. е началник на Клиниката по детски инфекциозни болести, 2016 г. – ръководител на Катедрата по инфекциозни болести, паразитология и тропическа медицина към Медицинския факултет на Медицинския университет, София.
През 2015 г. е част от организационния комитет на X годишна национална среща по инфекциозни болести.
Научни дружества и организации: Българско дружество по инфекциозни болести; CEVAG (Central European Vaccination Awareness Group); CEEPAG (Central and East European Pertussis Awareness Group);
Други дейности: Участие в националния консултативен екип по инфекциозни болести.
През 2020 г. във връзка с пандемията от COVID-19 Мангъров изразява несъгласие с налаганите противовирусни мерки, особено за носенето на маски. На 10 ноември 2020 г. е назначен за началник на отделението за лечение на пациенти с коронавирус към Инфекциозната болница.